# 早稲田ゼミナール
早稲田ゼミナール（わせだゼミナール）は、学校法人湖南学園が設置する大学受験予備校（専修学校）である。
名前に「早稲田」とついているが、これは売り物の一つに「早大コース」があったためであり、東京都新宿区早稲田の地名とは一切関係がない。また、同業の早稲田予備校や早稲田学院、早稲田塾、早稲田アカデミー、資格試験予備校の早稲田セミナーとも無関係。

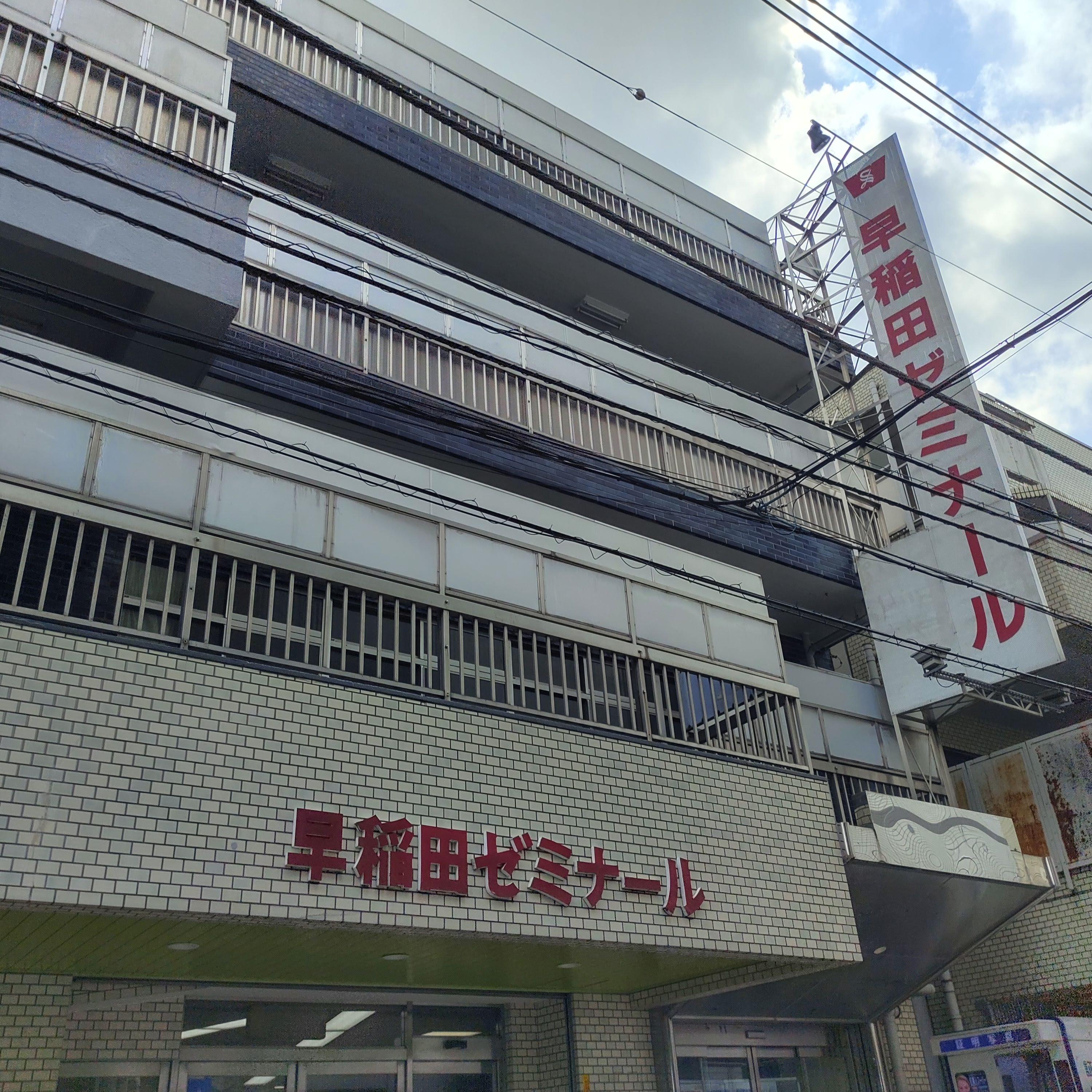
早稲田ゼミナール高田馬場校

現在は、私立文系受験対策のほか日芸対策（日本大学芸術学部）やその他私立芸術系大学受験に対応した各種対策（実技・面接・小論文・作文）を行っている。

## 概説
私立文系大学の受験対策のほか日芸対策（日本大学芸術学部）をしていることでも知られている。
1990年に放送されたTBSドラマ『予備校ブギ』の舞台ともなった。
「MARCH大」という言葉を発案。

## 運営法人
- 法人名 - 学校法人湖南学園
- 所在地 - 〒169-0075 東京都新宿区高田馬場1-24-13
- 代表者 - 小山敬理事長
- 事業内容 - 専修学校の運営
  - 専修学校早稲田ゼミナール
  - 早稲田外語専門学校
- 設立 - 1979年4月

## 沿革
- 1931年 - 私塾として、小山敬吾が早稲田尚学会を開設。
- 1948年 - 早稲田尚学会から早稲田高等実務学校に名称変更。
- 1953年 - 早稲田高等実務学校に、大学受験ゼミナール科（後の早稲田ゼミナール）を設置。
- 1992年 - 学校法人湖南学園が、早稲田外語専門学校を開設（専門学校として都知事認可）。

## 校舎
- 高田馬場校：私大文系・日芸受験対策コース（高校1〜3年生,高卒生）、個別授業
- 所沢校：小・中学部